# Lennart Forsman
Karl Lennart Forsman, född 29 juli 1925 i Johannes församling i Stockholm, död 15 oktober 2018 i Täby distrikt, Uppland,  var en svensk militär och översättare.

## Karriär
Forsman avlade studentexamen 1945 på Norra latinläroverket i Stockholm. Han tog sjöofficersexamen vid Kungliga Sjökrigsskolan 1948, blev fänrik i flottan samma år och befordrades till löjtnant 1950. Åren 1955–1957 studerade han vid Sjökrigshögskolan och tjänstgjorde från 1958 vid Marinavdelningen i Försvarsstaben. Han befordrades till kapten 1960, kommendörkapten av andra graden 1965 och kommendörkapten av första graden 1967. Han studerade 1969–1970 vid Naval War College och 1970 vid Försvarshögskolan. Åren 1974–1978 var han försvarsattaché vid ambassaderna i Washington och Ottawa, 1975 befordrad till kommendör. Han var flaggkapten vid Kustflottan 1978–1980. År 1980 befordrades han till kommendör av första graden och var 1980–1983 chef för Sydkustens örlogsbas. År 1981 gick han chefskursen vid Försvarshögskolan. Han var chef för Produktions- och facksamordningsavdelningen vid Försvarets materielverk 1983–1985. Åren 1987–1997 var han verkställande direktör för Försvarsindustriföreningen.
Lennart Forsman invaldes 1966 som ledamot av Kungliga Örlogsmannasällskapet och var dess vice ordförande 1981–1983. Han författade under åren många artiklar till Tidskrift i sjöväsendet. År 1979 invaldes han som ledamot av Kungliga Krigsvetenskapsakademien.
Från 1985 till 2006 var han verksam som översättare från engelska av skönlitteratur (flera böcker av Tom Clancy) och av facklitteratur (bland annat inom militärhistoria). Forsman är begravd på Galärvarvskyrkogården i Stockholm.